# Augustenborg Kommune
| \| Augustenborg \| |
| Augustenborg       |

| Augustenborg |

Augustenborg Kommune (deutsch: Kommune Augustenburg) war eine Kommune in der Mitte der Insel Alsen in der Region Syddanmark (deutsch: Region Süddänemark) im südwestlichen Dänemark. Sie entstand mit der Kommunalreform 1970, als die vier Gemeinden Asserballe (deutsch: Atzerballig), Augustenborg (deutsch: Augustenburg), Ketting und Notmark (deutsch: Nottmark) zur neuen Kommune zusammengelegt wurden. Bei der Kommunalreform 2007 ging die Kommune gemeinsam mit den Kommunen Nordborg (deutsch: Norburg), Sydals (deutsch: Südalsen), Sønderborg (deutsch: Sonderburg), Broager (deutsch: Broacker), Sundeved (deutsch: Sundewitt) und Gråsten (deutsch: Gravenstein) in der 70.000 Einwohner umfassenden Großkommune Sønderborg auf.